# Беларија-Поле-Петричо (Пезаро и Урбино)
Беларија-Поле-Петричо је насеље у Италији у округу Пезаро и Урбино, региону Марке.
Према процени из 2011. у насељу је живело 774 становника. Насеље се налази на надморској висини од 240 м.